# لیان توت
لیان توت (انگلیسی: Liane Tooth؛ زادهٔ ۱۳ مارس ۱۹۶۲) بازیکن هاکی روی چمن اهل استرالیا بود.
وی در مسابقات کشوری و بین‌المللی در مجموع برندهٔ ۴ مدال طلا، ۲ مدال نقره شده‌است.